# Pfarrkirche Prottes

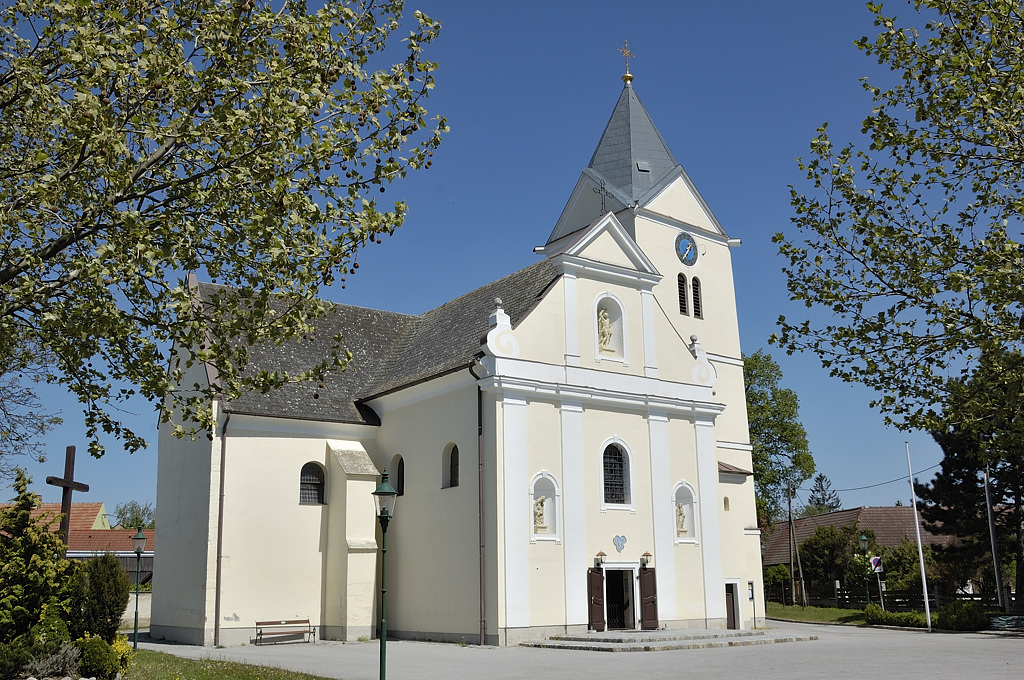
Katholische Pfarrkirche Mariä Himmelfahrt in Prottes

Die römisch-katholische Pfarrkirche Prottes steht im Süden des Ortes in der Marktgemeinde Prottes im Bezirk Gänserndorf in Niederösterreich. Die dem Patrozinium Mariä Himmelfahrt unterstellte Pfarrkirche gehört zum Dekanat Gänserndorf im Vikariat Unter dem Manhartsberg der Erzdiözese Wien. Die Kirche steht unter Denkmalschutz (Listeneintrag).

## Geschichte
Urkundlich wurde 1346 eine Kirche genannt. Im Ende des 14. Jahrhunderts ein Vikariat wurde 1783 eine Pfarre gegründet und dem Stift Melk inkorporiert.
Die Kirche stand ehemals in der Mitte eines Angers und war von einem Friedhof umgeben. Der im Kern romanische Langhaus entstand in der ersten Hälfte des 13. Jahrhunderts, der gotische Chor in der Mitte des 15. Jahrhunderts. Die Kirche wurde mittig durch eine barocke genordete Kirche um 1740 gekreuzt und damit stark verändert. 1929 und 1964 waren Restaurierungen.

## Architektur
Das Kirchenäußere zeigt südlich eine breit gelagerte zweigeschoßige Südfront mit Lisenengliederung und Figurennischen, über einem kräftigen Gesims befindet sich ein klassizistischer Giebel mit einer zentralen Figurennische mit der barocken Figur hl. Sebastian, das schlichte Rechteckportal zeigt das Melker Stiftswappen mit 1740. Das barocke Langhaus und der barocke Chor in Nord-Süd-Richtung haben kleine Rundbogenfenster. Rechts davon steht der im Kern gotische gedrungene dreigeschoßige Ostturm mit gekuppelten Schallfenstern, er trägt einen Pyramidenhelm. Daran vorspringend steht der ehemalige gotische Chor mit kräftigen gestuften Strebepfeilern mit Wasserschlägen, nördlich am Chor steht ein schlichter barocker Sakristeianbau. Im Westen befindet sich der romanische Langhausrest mit der Westfront, mit barocken Rundbogenfenster und einem mächtigen südlichen Strebepfeiler, das ehemalige Portal ist vermauert.

## Ausstattung
Der Hochaltar aus 1740 als kleiner barocker Säulenaltar trägt in der zentralen Nische eine Gnadenfigur aus der zweiten Hälfte des 14. Jahrhunderts, seit Diebstahl 1972 als Kopie, in einem barocken Strahlenkranz, darüber befindet sich das Melker Stiftswappen, er trägt die Seitenfiguren der Heiligen Anna und Joachim und im Auszug eine Dreifaltigkeitsgruppe.
Die schlichten Seitenaltäre aus 1740 zeigen Altarblätter, welche aus der Melker Stiftkirche hierher übertragen wurden, links das Altarblatt hl. Antonius von Johann Michael Rottmayr 1730 sowie Figuren der Heiligen Johannes der Täufer und Antonius, rechts das Altarblatt hl. Sebastian von Johann Michael Rottmayr 1728 sowie Figuren der Heiligen Rochus und Karl Borromäus.
Der achtseitige Taufstein ist aus 1554. Die Kreuzwegbilder aus 1882 sind ein Führich-Kreuzweg.
Die Orgel mit 8 Registern baute Philipp Eppel 1956.